# Eurotrash
Eurotrash – drugi album studyjny norweskiego zespołu Zeromancer wydany w 2001 roku.

## Lista utworów
1. "Doctor Online" - 3:18
2. "Eurotrash" - 4:01
3. "Need You Like a Drug" - 3:31
4. "Chrome Bitch" - 4:19
5. "Wannabe" - 3:50
6. "Neo Geisha" - 4:32
7. "Cupola" - 5:59
8. "Send Me an Angel" - 3:57
9. "Plasmatic" - 5:22
10. "Raising Hell" - 4:55
11. "Philharmonic" - 4:59
12. "Germany" - 8:16

## Twórcy
- Alex Møklebust – śpiew
- Kim Ljung - gitara basowa, chórki
- Noralf Ronthi - perkusja
- Chris Schleyer - gitara
- Erik Ljunggren - keyboard